# Johann Caspar Harkort VI.

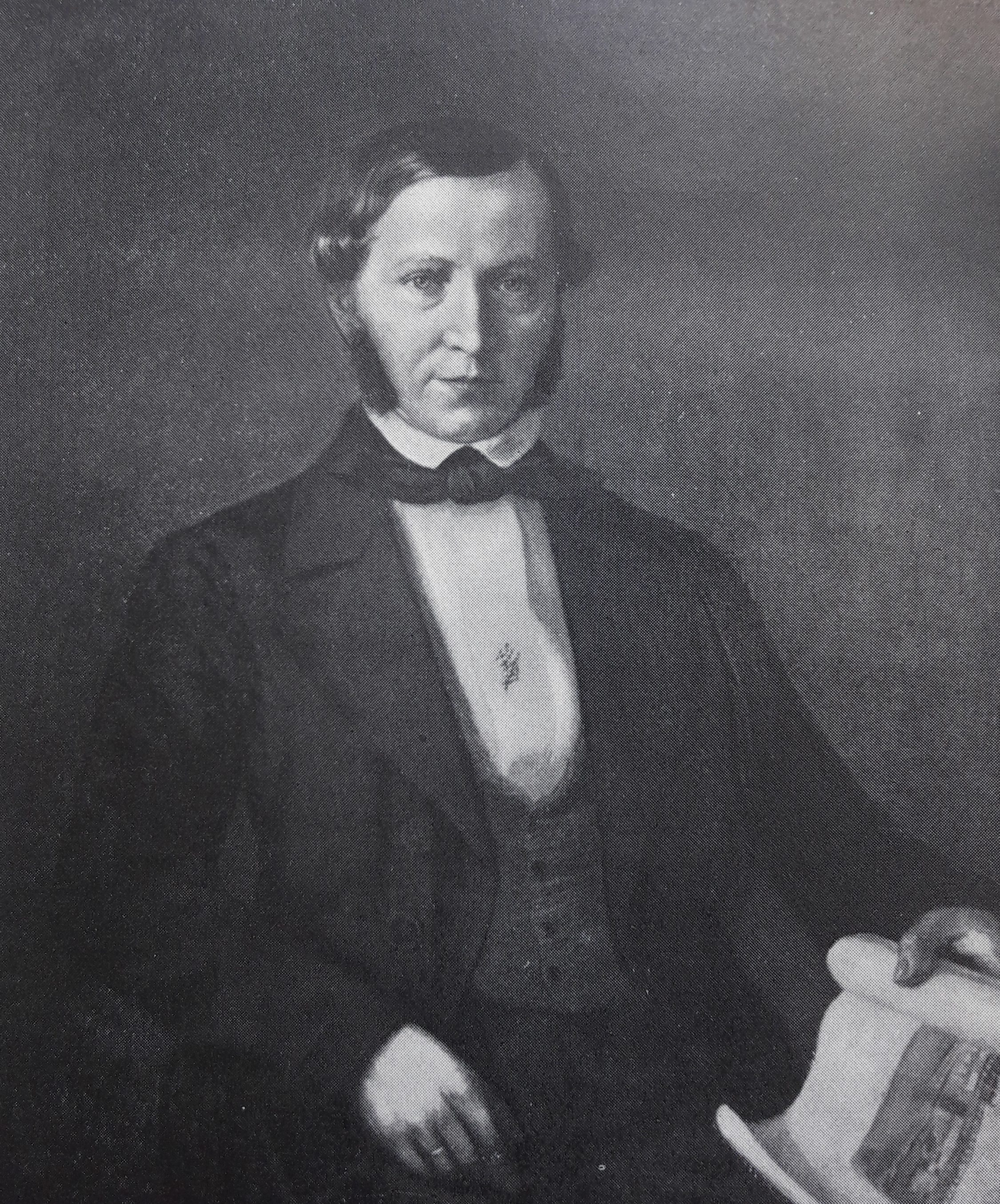
Johann Caspar Harkort VI.

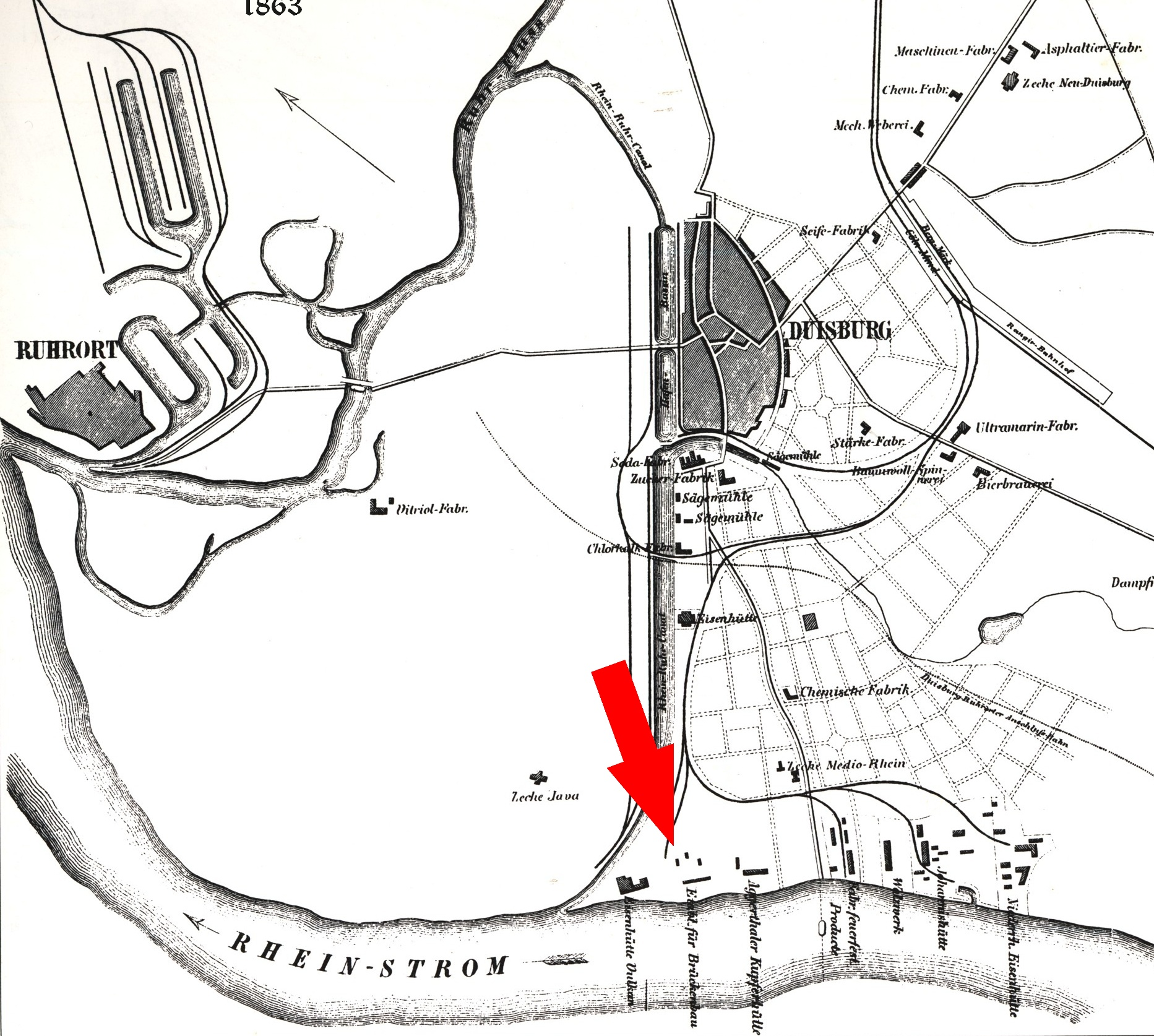
Produktionsstätte der Brückenbaugesellschaft Johann Caspar Harkort in Duisburg-Hochfeld ab 1860

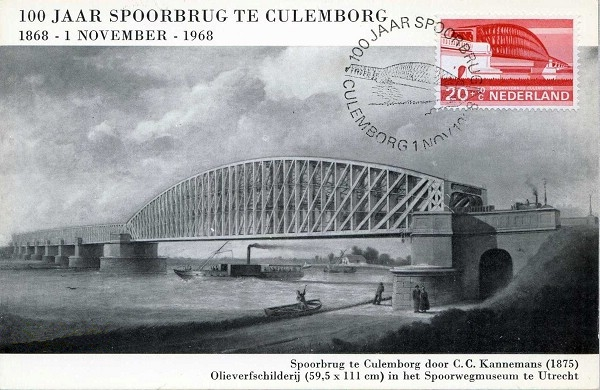
Eisenbahnbrücke bei Culemborg, 154,4 m Spannweite, 1868

Johann Caspar Harkort VI. (* 22. Januar 1817 in Haus Harkorten bei Hagen in Westfalen; † 13. Oktober 1896 ebenda) war ein deutscher Unternehmer und Pionier des Großbrückenbaus. Er setzte Meilensteine in der Geschichte des Eisenbahnbrückenbaus, bahnbrechende Stahlkonstruktionen für den nach der Gründung des Deutschen Zollvereins 1838 und der aufkommenden Industrialisierung rapide wachsenden Eisenbahnverkehr. Er wurde vor allem bekannt durch die Umsetzung ingenieurwissenschaftlicher Pionierleistungen – Stahlkonstruktionen, wie beispielsweise die Rotunde der Weltausstellung 1873 in Wien oder der Leuchtturm „Roter Sand“ in der Deutschen Bucht von 1885.

## Familie

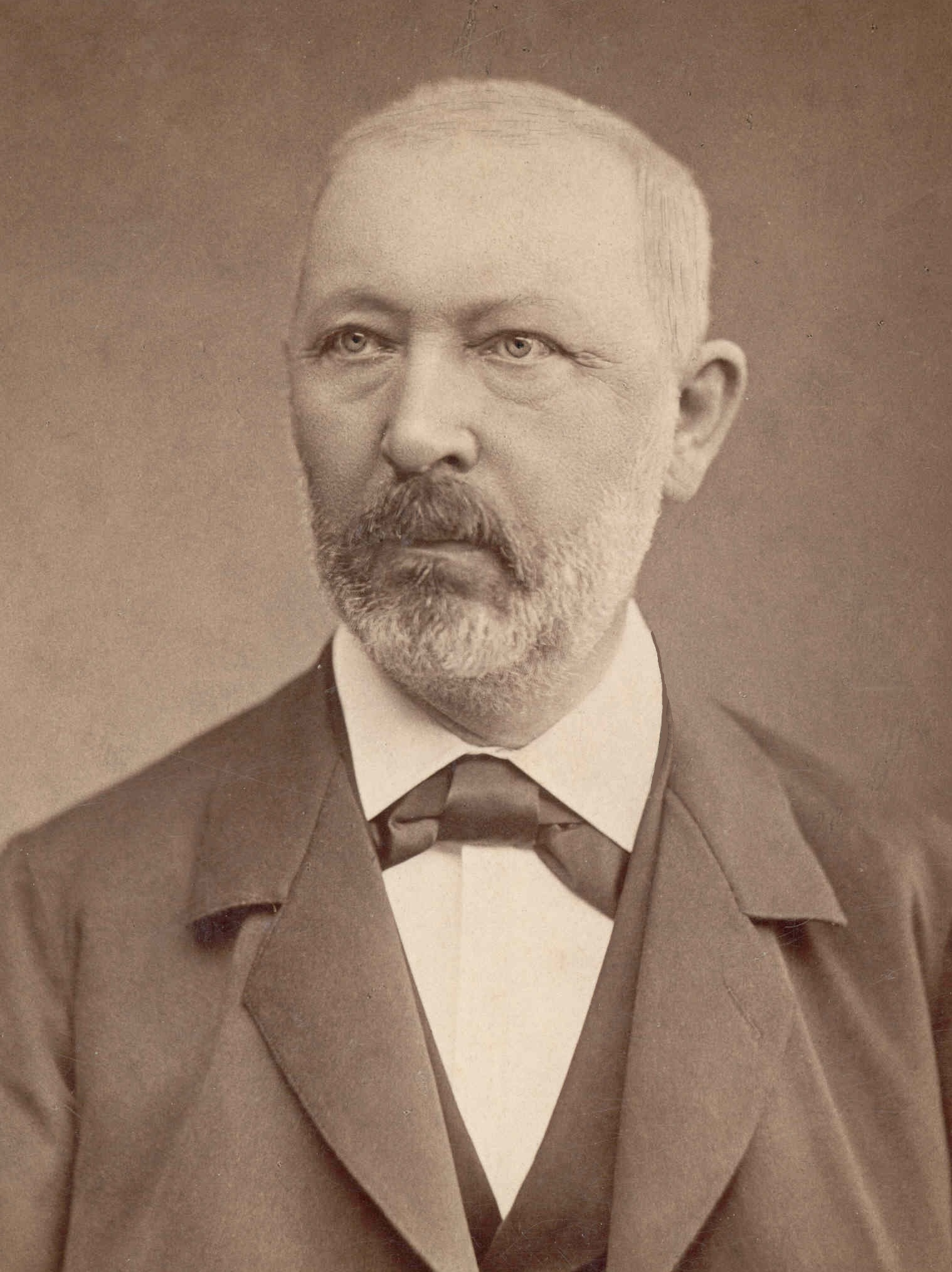
Johann Caspar Harkort VI.

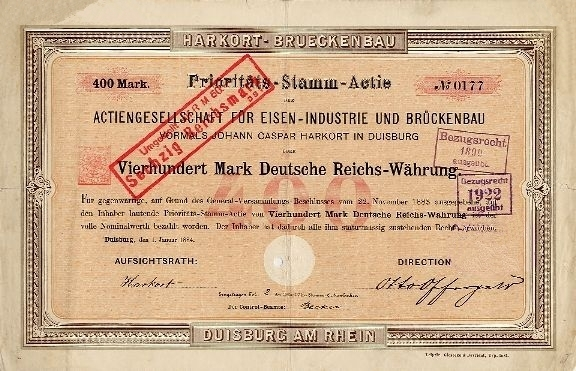
Stammaktie der Actiengesellschaft für Eisenindustrie und Brückenbau vormals Johann Caspar Harkort in Duisburg, 1883, Aufsichtsrath Johann Caspar Harkort VI.

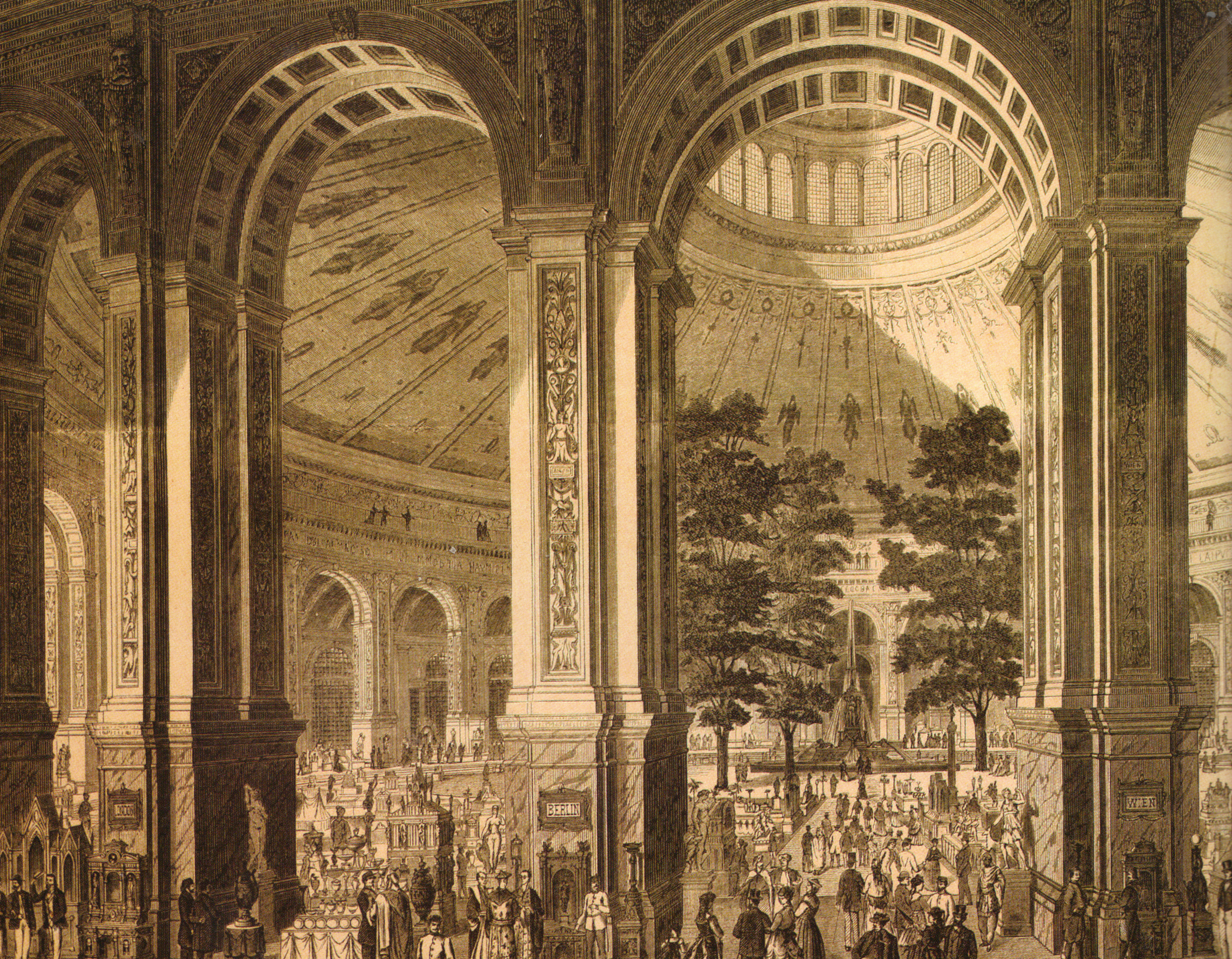
Innenansicht der Rotunde der Weltausstellung 1873 in Wien

Johann Caspar Harkort VI. war der Sohn des gleichnamigen Unternehmers Johann Caspar Harkort V. (1785–1877) und dessen Ehefrau Johanna Friederieke Harkort geb. Ihne. Er war ein Neffe von Friedrich Harkort, Eduard Harkort, Gustav Harkort und Carl Harkort.

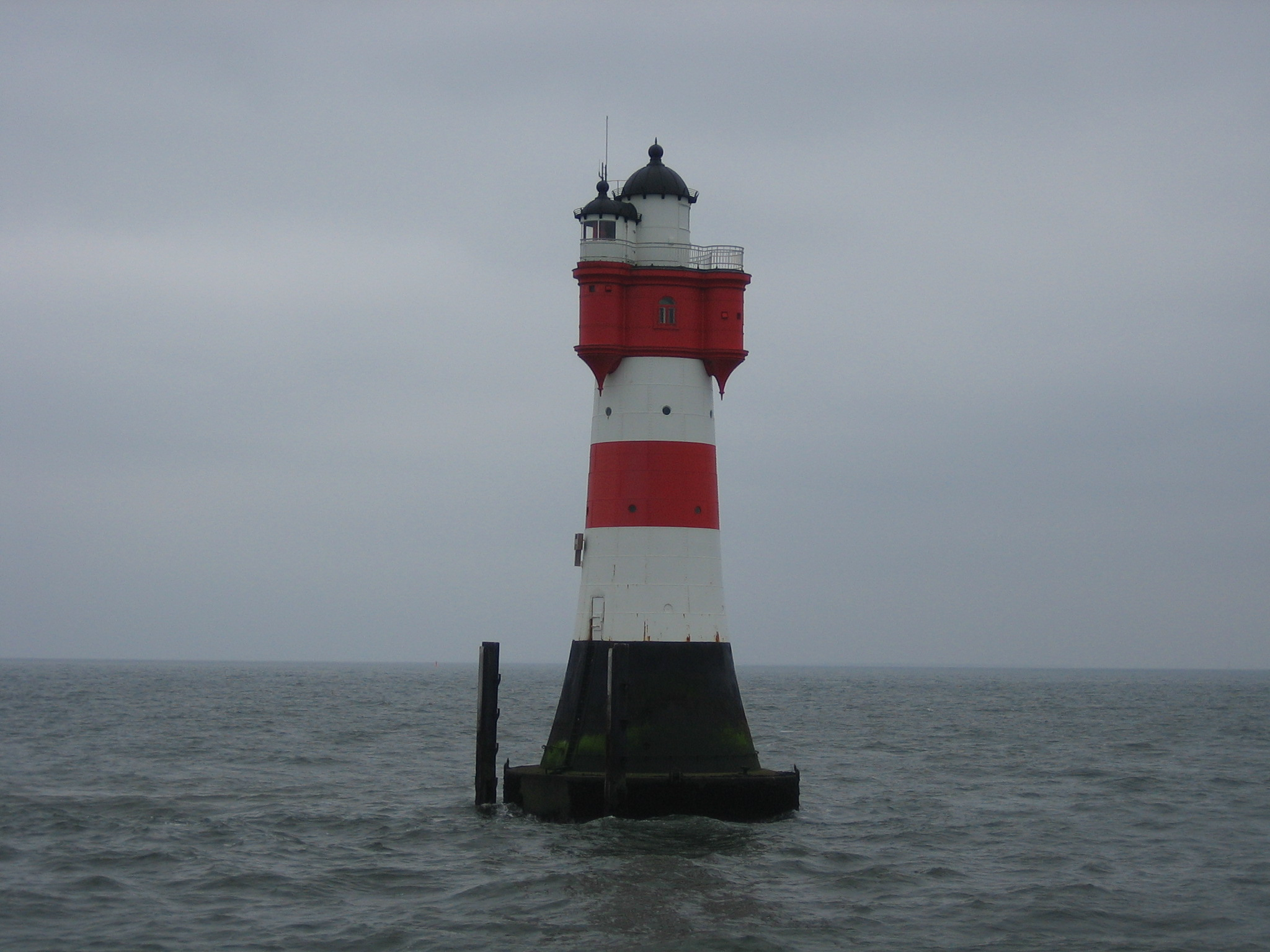
Leuchtturm „Roter Sand“, 1885

Johann Caspar Harkort VI. heiratete Marie Wilhelmine Cäcilie geb. Pottgiesser (1821–1891). Aus der Ehe ging neben sechs Töchtern der einzige Sohn Johann Caspar Harkort VII. hervor, der im Deutsch-Französischen Krieg am 15. März 1871 fiel. Zur gleichen Zeit starb sein erster Ingenieur und Schwiegersohn, Willibald Gerhard Liebe, am 26. März 1871 auf Geschäftsreise in Lissabon. Dieser war verheiratet mit Johann Caspar Harkort VI. ältester Tochter Anna Marie (1847–1920). Diese Schicksalsschläge waren nicht zuletzt auch für die geschäftlichen und testamentarischen Belange der am 17. Januar 1674 gegründeten Firma Johann Caspar Harkort folgenschwer.

## Leben

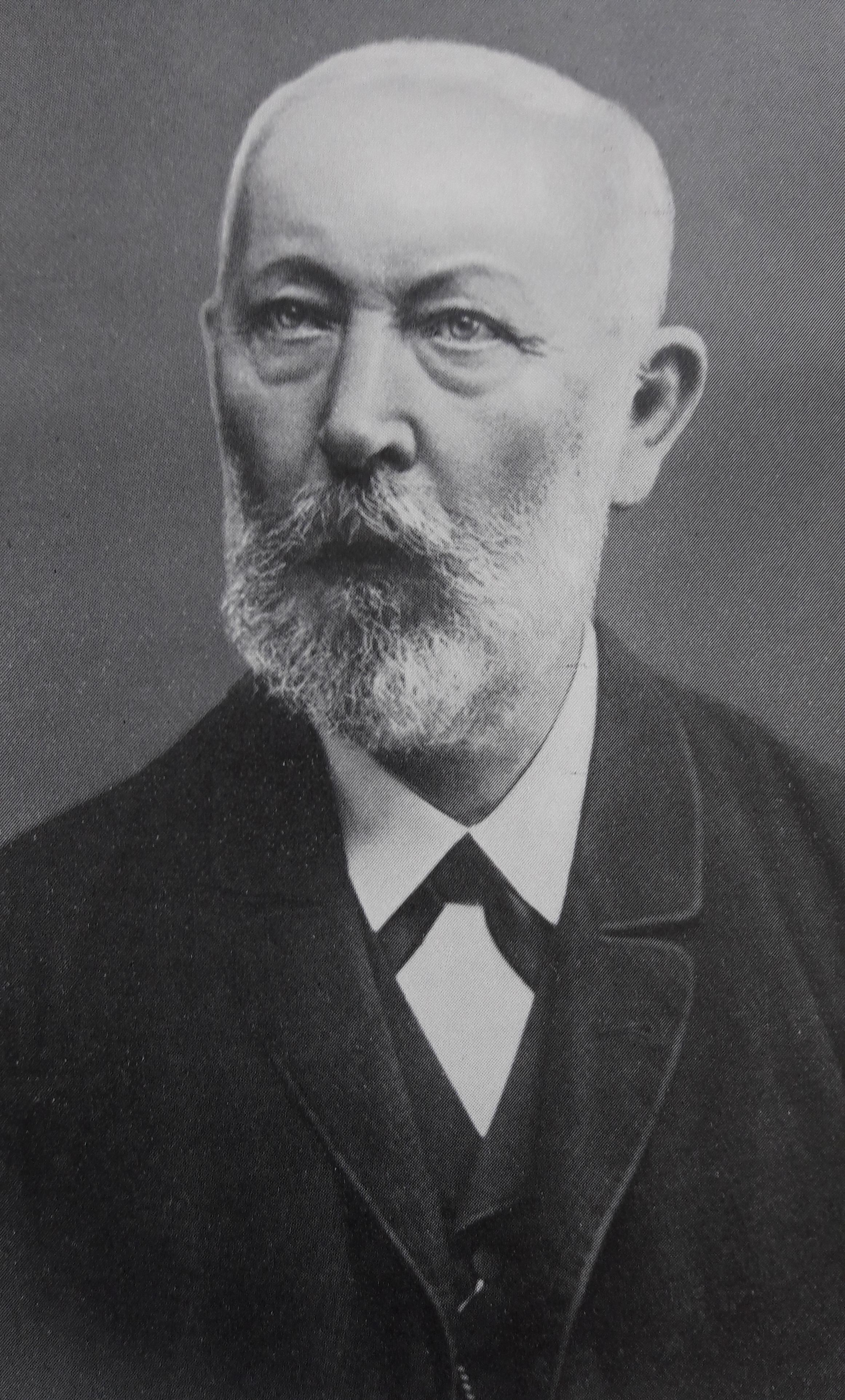
Johann Caspar Harkort VI., 1895

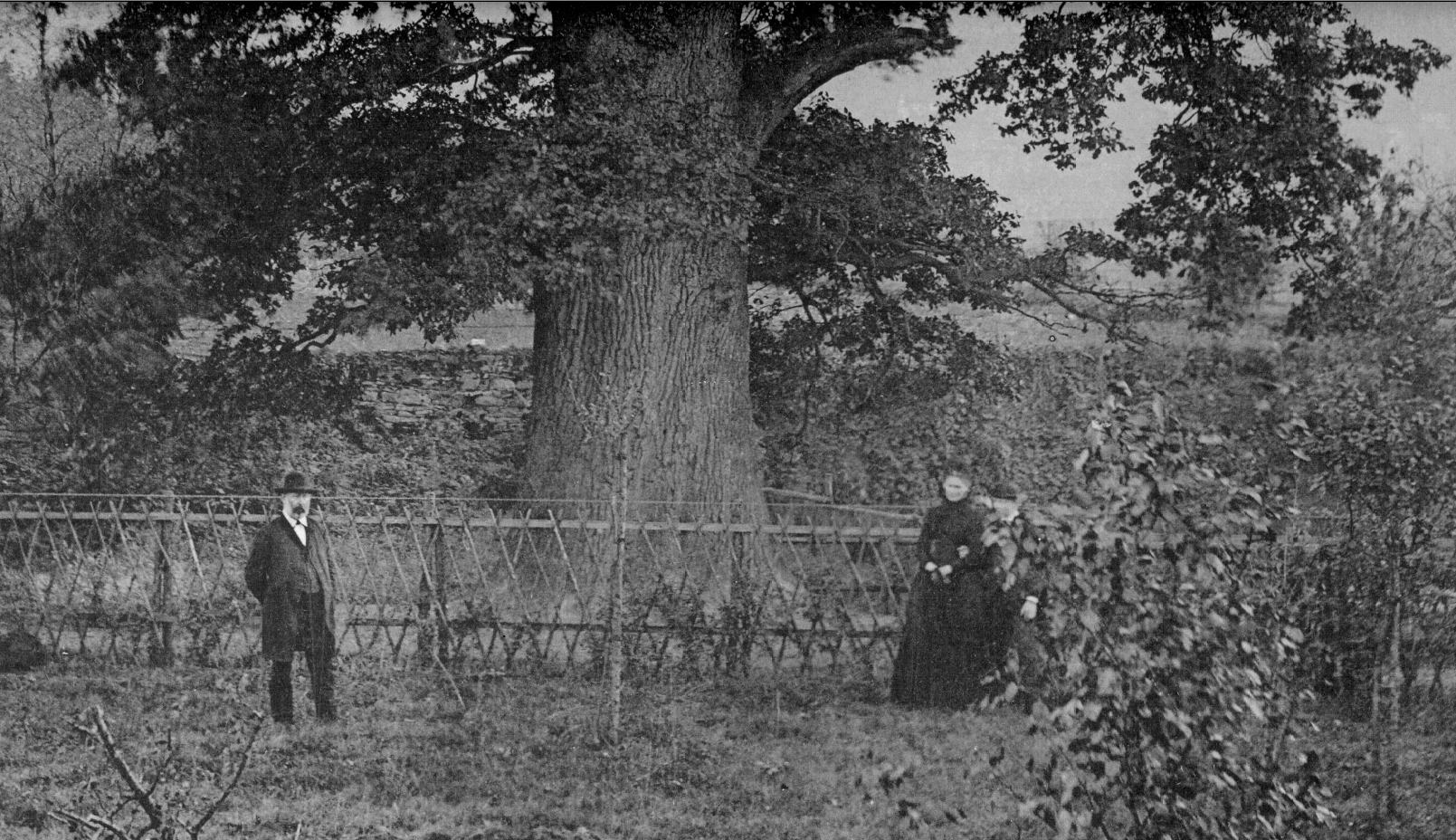
J. C. Harkort VI. mit der ältesten Tochter Anna Marie und Enkel sowie dem späteren Familienfideikommiss-Erben von Harkorten, Carl Ernst Willibald Liebe-Harkort, vor der 600-jährigen Stammbaum-Eiche (Höhe 29 m, Umfang 7,2 m) im Hofpark Harkorten, 1886

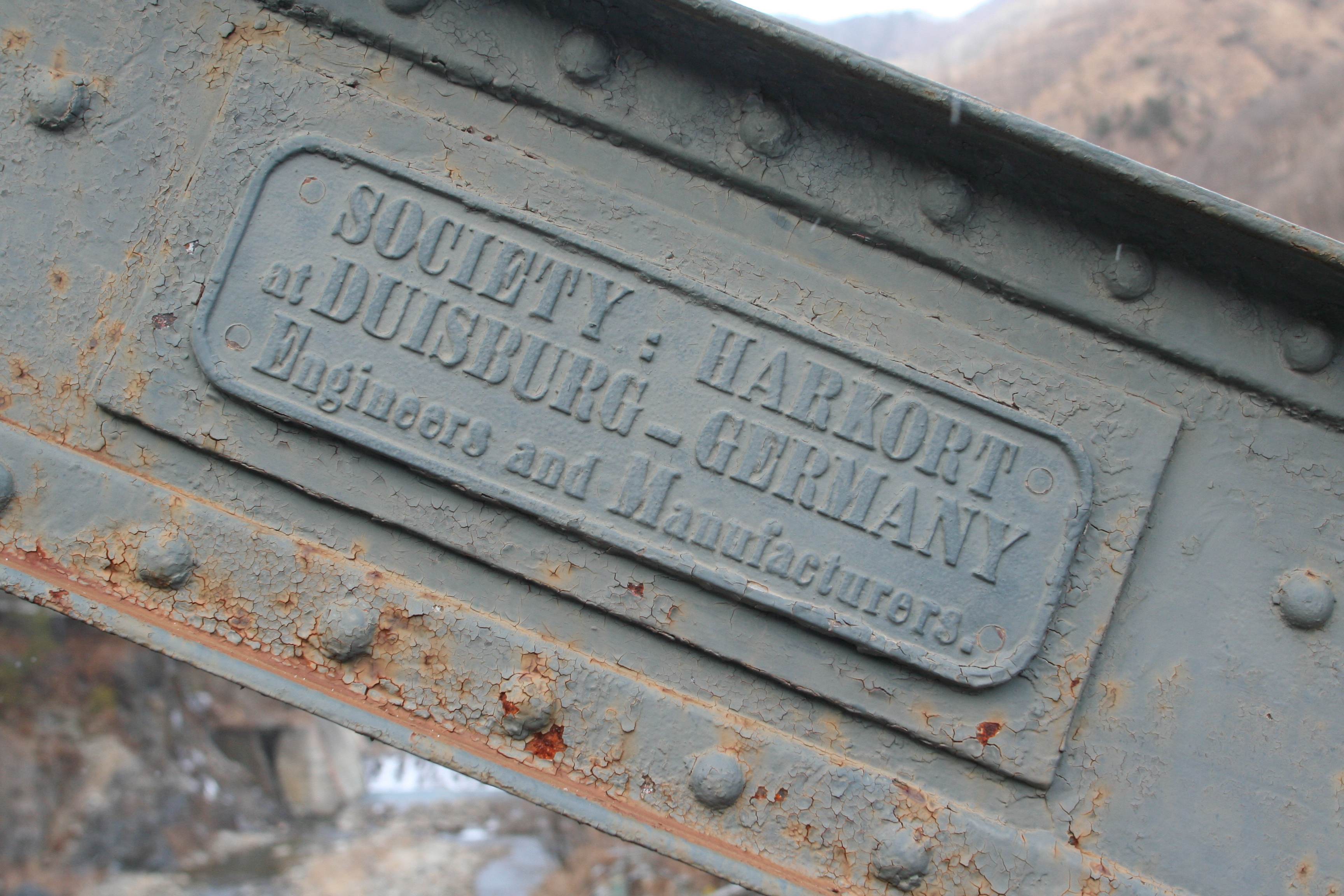
Fabrikschild der Gesellschaft Harkort an der Furukawa-Brücke der Stadt Nikko, Japan

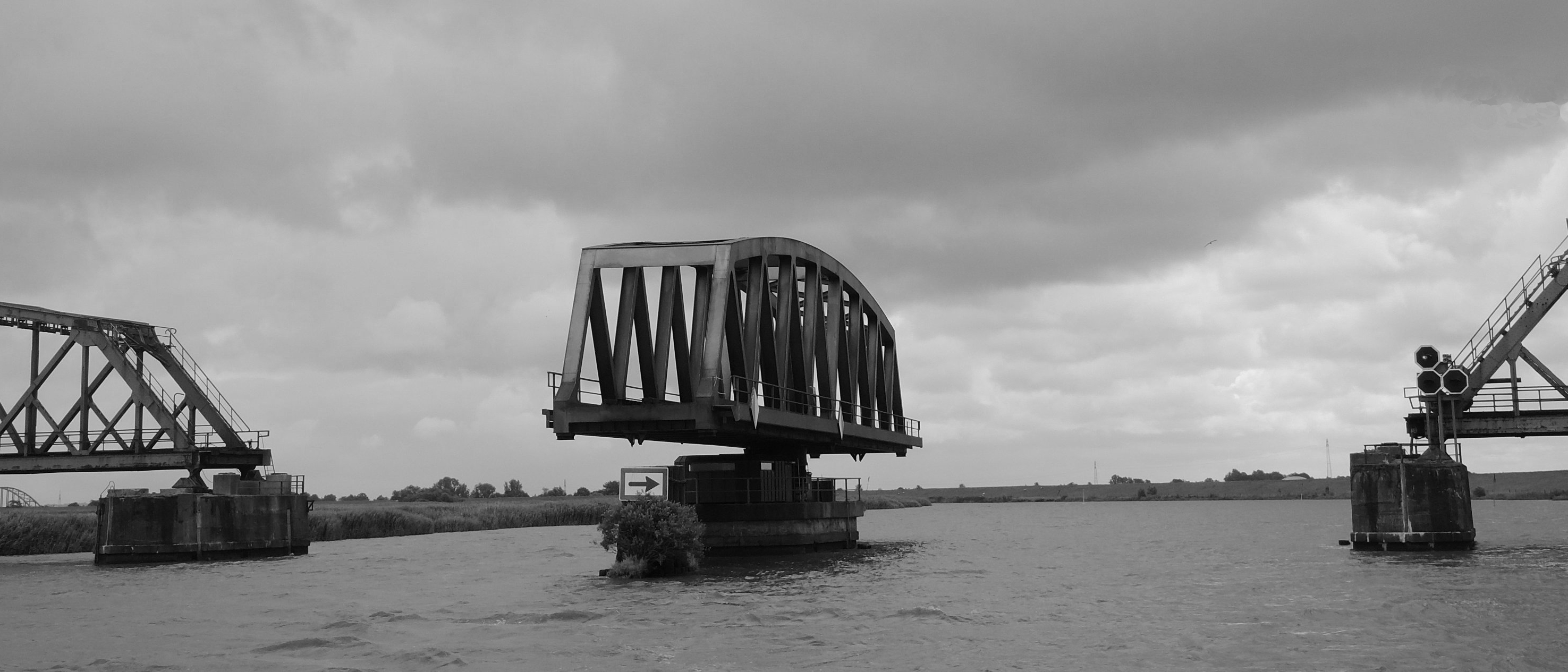
Eiderbrücke bei Friedrichsstadt, Drehbrücke mit zwei Öffnungen von je 27 m, erbaut 1883

Johann Caspar Harkort VI. besuchte die Gewerbeschule in Hagen und darauf die Handelsschule in Leipzig. In dieser Zeit praktizierte er im Handels- und Exporthaus Carl und Gustav Harkort, das Filialen in Norwegen, den USA und China unterhielt und vornehmlich englische Garne vertrieb. Insbesondere zu seinem Onkel Gustav Harkort unterhielt er zeit seines Lebens eine innige Beziehung. Dessen umfassende Erfahrungen als Mitbegründer der Leipziger Kammgarnspinnerei 1836, vorsitzender Direktor der Leipzig-Dresdner Eisenbahn-Compagnie (1835–1865) und Mitbegründer der Allgemeinen Deutschen Credit-Anstalt 1856 (bis 1865 Direktor), waren ihm in seinen eigenen Unternehmungen stets wertvolle Hilfe.
Johann Caspar Harkort VI. erkannte in dieser Zeit die Entwicklungsmöglichkeiten des Verkehrs und damit auch des Großbrückenbaus. Jener lag zu Anfang, also zu Beginn des Deutschen Zollvereins ab 1834, ausschließlich in der Verantwortung des jeweiligen deutschen Staates, in jeweils eigens dafür an Ort und Stelle errichteten Werkstätten.
Nach Ableistung des Militärdienstes trat er Ende der 1840er-Jahre in das väterliche Geschäft, die Firma Johan Caspar Harkort ein. Der erste Brückenbau war 1846 die Brücke über die Wupper in Rittershausen. Sie hatte eine Gesamtlänge von rund 31,40 m bei je rund 14 m Lichtweite der beiden Überbauten; sie war die erste von einem privaten Unternehmen ausgeführte Brücke. Es folgte die Ruhrbrücke bei Werden (rund 119 m lang) und die eingleisige Pfaffendorfer Brücke über den Rhein bei Koblenz.
Aus logistischen und kapazitiven Gründen verlagerte Johann Caspar Harkort VI. den Großteil des Produktionszweigs „Brückenbau“ der Harkort’schen Fabrik an den Rhein nach Duisburg-Hochfeld. Dort erwarb er 1860, unmittelbar neben dem Hüttenwerk „Vulkan“, ein unmittelbar am Rheinufer liegendes Grundstück und gründete die Brückenbauanstalt Johann Caspar Harkort. So konnte das Unternehmen größere Eisenkonstruktionen ausführen und selbst die schwersten Stücke unmittelbar in Rheinkähne verladen, um sie von dort für die damals für den Güterverkehr noch maßgeblichen Wasserwege weiter zu verfrachten.
In den 1860er-Jahren arbeitete er noch in Arbeitsteilung mit der Kölnischen Maschinenbau AG. Johann Caspar Harkort VI. erhielt so den Ruf der größten und leistungsfähigsten Brückenbauanstalt der damaligen Zeit. Die nun in rascher Folge zur Ausführung gelangenden Bauwerke übernahm sein Unternehmen in alleiniger Verantwortung. Ab 1864 wurden auch für das Ausland größere Brücken entworfen und ausgeführt, namentlich in den Niederlanden (über die IJssel bei Zutphen), in Russland, Österreich und in entfernteren europäischen sowie in Übersee-Staaten, namentlich in Portugal und auf Java.
Johann Caspar Harkort VI. verwandte als einer der ersten im Bessemerverfahren erzeugtes Flusseisen und Walzstahl für den Brückenbau. 1871 übernahm er die Herstellung sämtlicher Gebäude für die Wiener Weltausstellung 1873, darunter die berühmte Rotunde. Dieser weltweit mit Abstand größte Kuppelbau hatte bei einer lichten Weite von 100 Metern eine Höhe von 85,3 Metern und 7570 Tonnen Konstruktionsgewicht.
Nach dem Tod seines einzigen Sohns J. C. Harkort VII. sowie seines Schwiegersohns und ersten Ingenieurs Willibald Liebe (beide gestorben im März 1871), trennte er die Brückenbauanstalt vom Vermögen der Firma Johan Caspar Harkort, um am 1. August 1872 die Aktiengesellschaft für Eisenindustrie und Brückenbau vormals Johann Caspar Harkort mit Sitz in Duisburg (Briefadresse: Gesellschaft Harkort, Duisburg) zu gründen.
Von jeher hatte Johann Caspar Harkort VI. besonderen Wert auf die richtige technische Durchbildung seiner Konstruktionen gelegt. Konsequent wurde dem technischen Büro große Sorgfalt gewidmet. So kam es, dass das Unternehmen gegen 1884 ein neues Konstruktionssystem auf dem Markt etablierten konnte, den sogenannten Harkort'schen Gelenkbrücken. Bereits 1885 konnte das Unternehmen 34 solcher Gelenkbrücken mit einer Stützweite von 18–32 m nach Sumatra liefern.
Der Schulfrage, namentlich soweit sie das gewerbliche Unterrichtswesen in Westfalen betraf, galt über seinen Beruf hinaus sein besonderes Interesse.
Johann Caspar Harkort VI. gab seine Funktion als Aufsichtsratsmitglied der „Gesellschaft Harkort“, wie die Brückenbau-Anstalt genannt wurde, Anfang 1886 ab, um auf den Stammsitz seiner Familie Harkort in Hagen-Westerbauer seinen Lebensabend zu verbringen. Johann Caspar Harkort VI. fand 1896 auf dem Familienfriedhof auf Gut Harkorten neben seiner Frau Cäcilie Pottgiesser und seinem Sohn Johann Caspar Harkort VII. seine letzte Ruhe.

## Ehrungen
- Für seine Verdienste um die Ausführung von Stahlkonstruktionen in Preußen wurde ihm 1872 von Kaiser Wilhelm I. der preußische Kronen-Orden 3. Klasse verliehen.
- Für seine Verdienste um den Bau der Wiener Rotunde verlieh ihm 1873 Kaiser Franz Joseph I. den österreichischen Orden der Eisernen Krone (Ritter 3. Klasse), womit die Erhebung in den erblichen Ritterstand verbunden war, J. C. Harkort VI. machte jedoch zu Lebzeiten keinen Gebrauch von diesem Titel.
- 1883 wurde er zum Gemeindevorsteher und 1884 zum Ehrenamtmann in Westerbauer bei Hagen ernannt. Ebenfalls 1884 erfolgte seine Ernennung zum Standesbeamten.

## Werke
Bis zur 1929 ausgebrochenen Weltwirtschaftskrise, von der sich die Aktiengesellschaft für Eisenindustrie und Brückenbau vormals Joh. Caspar Harkort nicht mehr richtig erholen sollte, realisierte sie, bzw. Joh. Caspar Harkort in Duisburg als ausführendes Unternehmen beispielsweise folgende Bauwerke:
- 1862–1864: Pfaffendorfer Brücke bei Koblenz (gemeinsam mit der Kölnischen Maschinenbau-AG)
- 1862–1865: Eisenbahnbrücke über die IJssel bei Zutphen
- 1863–1865: Griethausener Eisenbahnbrücke (gemeinsam mit der Kölnischen Maschinenbau-AG)
- 1863–1868: Eisenbahnbrücke Culemborg (gemeinsam mit der Kölnischen Maschinenbau-AG)
- 1868–1870: Hammer Eisenbahnbrücke in Düsseldorf
- 1868–1872: Eisenbahnbrücken über die Norderelbe und die Süderelbe in Hamburg
- 1870: Ostbahnbrücke in Wien
- 1870–1873: Elbbrücke Dömitz (Schwedler-Träger)[1]
- 1871–1873: Rotunde in Wien
- 1872–1873: Duisburg-Hochfelder Eisenbahnbrücke
- 1879: Limfjord-Eisenbahnbrücke bei Aalborg (Dänemark)
- 1880–1885: Leuchtturm „Roter Sand“, Ausführung nach dem Entwurf von Carl Friedrich Hanckes
- 1886–1887: Eiderbrücke bei Friedrichstadt
- 1888–1890: zweite Nogatbrücke Marienburg
- 1888–1891: zweite Weichselbrücke Dirschau
- 1893–1894: zweigleisige Eisenbahnbrücke über den Rhein zwischen Wintersdorf und Roppenheim (bei Beinheim)
- 1893–1895: Große Weserbrücke in Bremen
- 1895: Rendsburger Drehbrücken bei Osterrönfeld, Rendsburg und bei Taterpfahl
- 1896: Drehbrücke im Rheinauhafen in Köln
- 1896–1898: Rheinbrücke bei Bonn
- 1898–1899: Straßenbrücke über die Mosel zwischen Traben und Trarbach
- 1898–1900: zweigleisige Eisenbahnbrücke über den Rhein bei Worms
- 1901–1903: Eiswerderbrücke in Berlin-Spandau
- 1901–1904: Eisenbahnbrücke Hochheim
- 1902–1904: Aakerfährbrücke zwischen Duisburg-Duissern und (Duisburg-) Meiderich
- 1903–1904: Plauer Brücke
- 1904: Shohei-Bashi-Eisenbahnbrücke in Central-Tokyo, Japan (35°41'53.4"N 139°46'07.6"E)
- 1906–1907: Glienicker Brücke zwischen Potsdam und Berlin
- 1907–1908: Deutzer Drehbrücke in Köln
- 1909–1911: Ausbau der Eisenbahnbrücke über die Elbe bei Wittenberge
- 1927–1929: Mülheimer Brücke in Köln